# Édouard Thilges
Édouard Thilges (Clervaux, 17 febbraio 1817 – Lussemburgo, 9 luglio 1904) è stato un politico lussemburghese.
È stato Primo Ministro del Lussemburgo dal 20 febbraio 1885 al 22 settembre 1888.

## Biografia
Edoard Thilges nacque a Clervaux il 17 febbraio 1817.
Tra il 1833 ed il 1838 compì studi di diritto all'Università di Bruxelles prima ed a quella di Liegi poi. Terminati gli studi dal 1841 venne ammesso come avvocato al foro di Diekirch ove rimase ad esercitare sino al 1854, anno in cui dal 23 settembre divenne amministratore generale degli affari comunali della città di Lussemburgo, rimanendo in carica sino al 24 maggio 1856.
Il 15 luglio 1859 venne eletto ministro dell'interno e della giustizia, rimanendo in carica sino al 26 settembre 1860 sotto il governo de Tornaco. Nel 1867, il 3 dicembre, venne nominato ministro degli affari comunali, rimanendo in carica sino al 1870 col governo Servais.
Dal 1885 al 1888 fu primo ministro nonché ministro degli affari esteri del granducato di Lussemburgo, dando infine le dimissioni per limiti di età.
Terminato il proprio mandato, nel 1888 venne nominato presidente del Consiglio di Stato.
Morì a Lussemburgo il 9 luglio 1904.